# 高野敏幸
高野 敏幸（たかの としゆき）は、北海道出身の映画監督。

## 主な作品

### 映画
- 惑星大戦争（1977年） - 助監督（特撮）[1]（ノンクレジット）
- ふざけろ!（1991年） - 助監督
- シコふんじゃった。（1992年） - 助監督
- ウルトラマンティガ THE FINAL ODYSSEY（2000年） - 助監督
- 転々（2007年） - 助監督
- チーム・バチスタの栄光（2008年） - 助監督
- 奈緒子（2008年） - 助監督
- 絶壁の上のトランペット（2016年） - 助監督

### テレビ
- お嬢さん、殺人にご用心!（1990年） - 演出補
- 火曜サスペンス劇場
  - 誰かが聞いている（1991年） - 助監督
  - 歪んだ鏡（1994年） - 助監督
  - 新・女検事 霞夕子 23（2004年） - 助監督
  - 十七年目の秘密『定時制教師 石本歩』（2004年） - 助監督
- 花梨 みちのく誘惑の甘い罠（1992年） - 助監督
- 月曜ドラマスペシャル
  - 麗子の決闘 銃口に愛をこめて（1992年） - 助監督
  - 赤い復讐・19年前の強盗殺人事件、時効直前に現れた二人の女…（1993年） - 助監督
- 電光超人グリッドマン（1993年 - 1994年） - 助監督・監督
- 荒木又右衛門 男たちの修羅（1994年） - 助監督
- 誰よりも君のこと（1994年） - 助監督
- 七星闘神ガイファード（1996年） - 監督
- ウルトラシリーズ
  - ウルトラマンダイナ（1997年 - 1998年） - 監督・特技監督・助監督
  - ウルトラマンガイア（1998年 - 1999年） - 監督
  - ウルトラマンコスモス（2001年 - 2002年） - 特技監督
  - ウルトラマンマックス（2005年 - 2006年） - 監督・特技監督
  - ウルトラマンメビウス（2006年 - 2007年） - 監督・特技監督
- スカイハイ2（2004年） - 監督
- 土曜ワイド劇場
  - 神父・草場一平の推理2（2005年） - 助監督
  - 法医学教室の事件ファイル38（2014年）
  - 法医学教室の事件ファイル39（2014年）
- 昭和の爆笑王ドラマスペシャル「林家三平ものがたり」（2006年） - 助監督
- ドラマW - 助監督
  - 神様からひと言（2006年）
  - 震度0（2006年）
  - ルパンの消息（2008年）
  - 自伝（2010年）
  - 他人の家（2010年）
- アザミ嬢のララバイ（2010年） - 助監督
- 金曜プレステージ（2010年） - 助監督
  - 東野圭吾ドラマスペシャル 探偵倶楽部
  - 森村誠一サスペンス 破婚の条件
- 水曜ミステリー9（2012年） - 助監督
  - 内田康夫サスペンス 多摩湖畔殺人事件
  - ガンリキ 警部補・鬼島弥一2

### オリジナルビデオ
- 平成ウルトラセブン
  - ウルトラセブン誕生30周年記念3部作（1998年） - 監督
  - ウルトラセブン1999最終章6部作（1999年） - 監督・特撮監督
  - ウルトラセブン誕生35周年“EVOLUTION”5部作（2002年） - 監督・特撮監督